# Ползунов Микола Васильович
Микола Васильович Ползунов (22 лютого 1905, Миколаїв —1945, УРСР) — український інженер, бургомістр Миколаєва під час окупації у 1941—1944 роках. Під час нацистської окупації очолював міську управу, займався відновленням інфраструктури міста, забезпечував його життєдіяльність у складних умовах, водночас співпрацюючи з окупаційною адміністрацією. У 1945 році був засуджений радянською владою та страчений.

## Рання біографія
Микола Васильович Ползунов народився 22 лютого 1905 року. Його батько, колезький асесор Василь Сергійович Ползунов, у дореволюційний та міжвоєнний періоди викладав у Миколаївському залізничному училищі та низці інших навчальних закладів, читаючи лекції з геодезії, креслення й столярної справи, а також входив до Фінансової комісії Міської управи.
У 1923 році Микола Ползунов закінчив Миколаївський кораблебудівний інститут (будівельне відділення), після чого протягом року навчався у Миколаївському технікумі шляхів сполучення. З 1924 по 1927 рік працював у міському торговому порту як технік та помічник із днопоглиблювальних робіт. Восени 1927 року став інженером на будівництві Миколаївського елеватора, а вже наступного року — спеціалістом із технічного нагляду Миколаївського порту. У 1929 році Ползунов перейшов до комунального відділу технагляду за цивільним будівництвом, де працював до 1930 року. Потім протягом двох років працював на посадах помічника керівника, начальника технічного відділу та технічного керівника контори трестів.
У 1932—1934 роках він обіймав посаду старшого інженера-конструктора на заводі імені Андре Марті, водночас був заступником начальника будівельного бюро капітального будівництва. З 1934 року і до початку німецько-радянської війни Ползунов працював у Миколаївському міському комунальному відділі старшим інженером-конструктором, заступником головного інженера, а згодом — головним інженером.

## Призначення бургомістром
Із перших днів німецької окупації Микола Ползунов був призначений головним інженером міської управи, оскільки відомі в місті особи, яким фельдкомендатура пропонувала посаду керівника, відмовилися. Вже 18 серпня 1941 року він розпочав працювати як інженер комунальних підприємств, згодом очолив технічний відділ та організував швидке відновлення міської інфраструктури. Завдяки його участі в перші ж тижні окупації в місті запрацювали електростанції, відновився водопровід, каналізація й інші ключові установи.

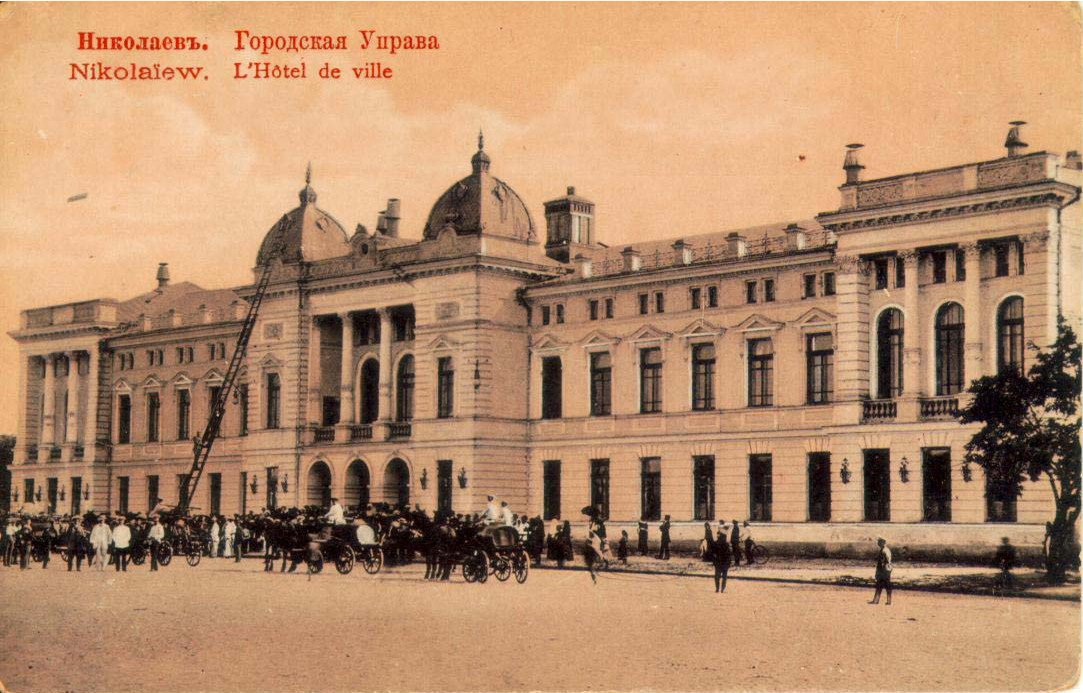
Будинок міської управи Миколаєва у 1912—1944 рр.

23 серпня 1941 року було створено міську управу, однак уже в грудні перший бургомістр, Орест Масикевич, був заарештований. У зв'язку із цим гебітскомісар запропонував бургомістром саме Ползунова — з огляду на його попередній досвід управлінської та технічної роботи, а також володіння німецькою мовою. Під тиском окупаційної влади він був змушений погодитися й певний час виконував нові обов'язки сумісно з попередньою посадою головного інженера.
25 серпня 1942 року німецька адміністрація офіційно затвердила Миколу Ползунова бургомістром (головою допоміжної управи). Відтоді він повністю перейшов на керівництво міською владою і обіймав цю посаду до березня 1944 року, отримуючи за свою діяльність як платню, так і посилене продовольче забезпечення.

## Діяльність на посаді бургомістра

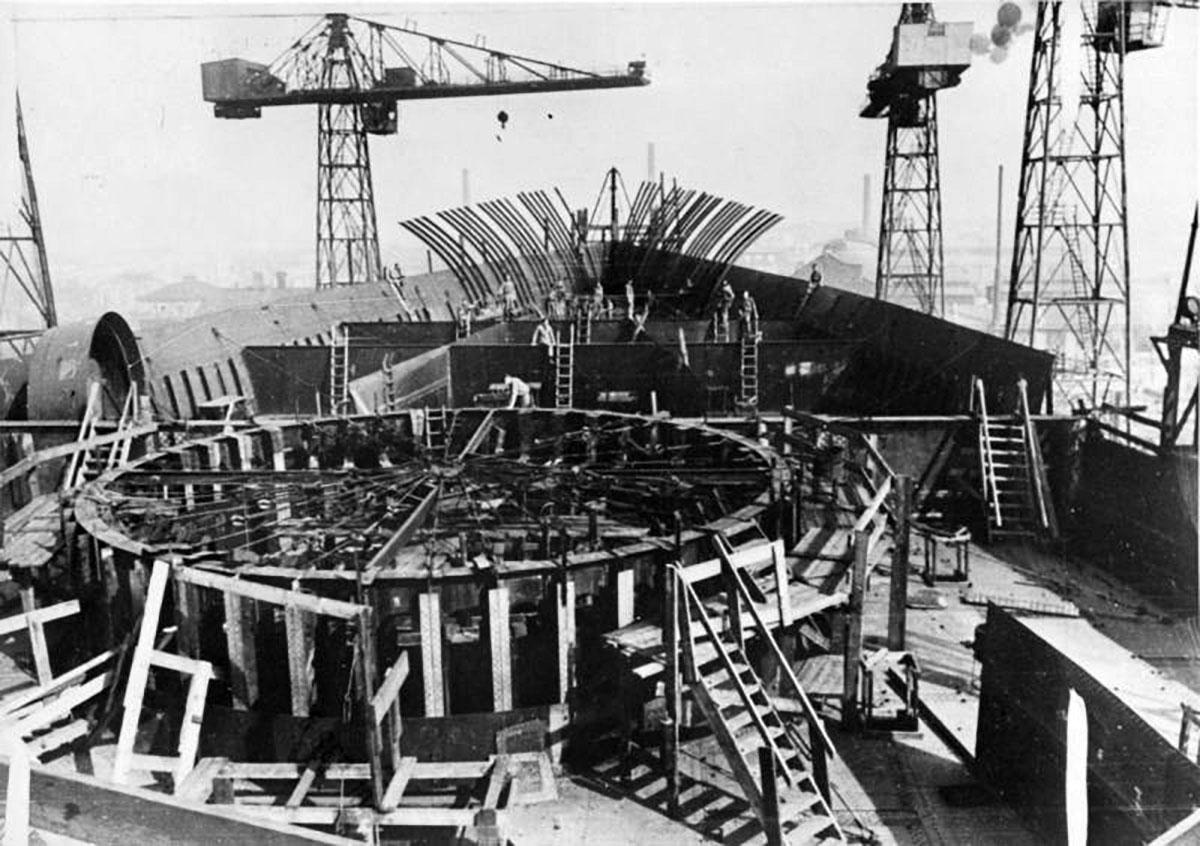
Німецькі окупанти оглядають недобудований лінкор «Радянська Україна» на стапелях заводу ім. Марті у Миколаєві, 1941 р.

Зайнявши посаду міського голови, Микола Ползунов першочергово опікувався промислово-комунальними підприємствами, контролював їх ефективність і забезпечення необхідними ресурсами для виконання поставлених окупаційною владою завдань. Він безпосередньо відвідував заводи й інші об'єкти, перевіряв їх стан та давав розпорядження щодо відновлення й роботи в умовах війни. Організацію народної освіти Ползунов зосередив на залученні «старих учителів» і вилученні радянських матеріалів із шкільних програм. У місті діяло близько десятка початкових шкіл, хоча вони часто працювали з перервами. У сфері охорони здоров'я за розпорядженням Ползунова було введено плату за лікування та відвідування поліклінік, але більшість медичних закладів змогли продовжувати роботу.

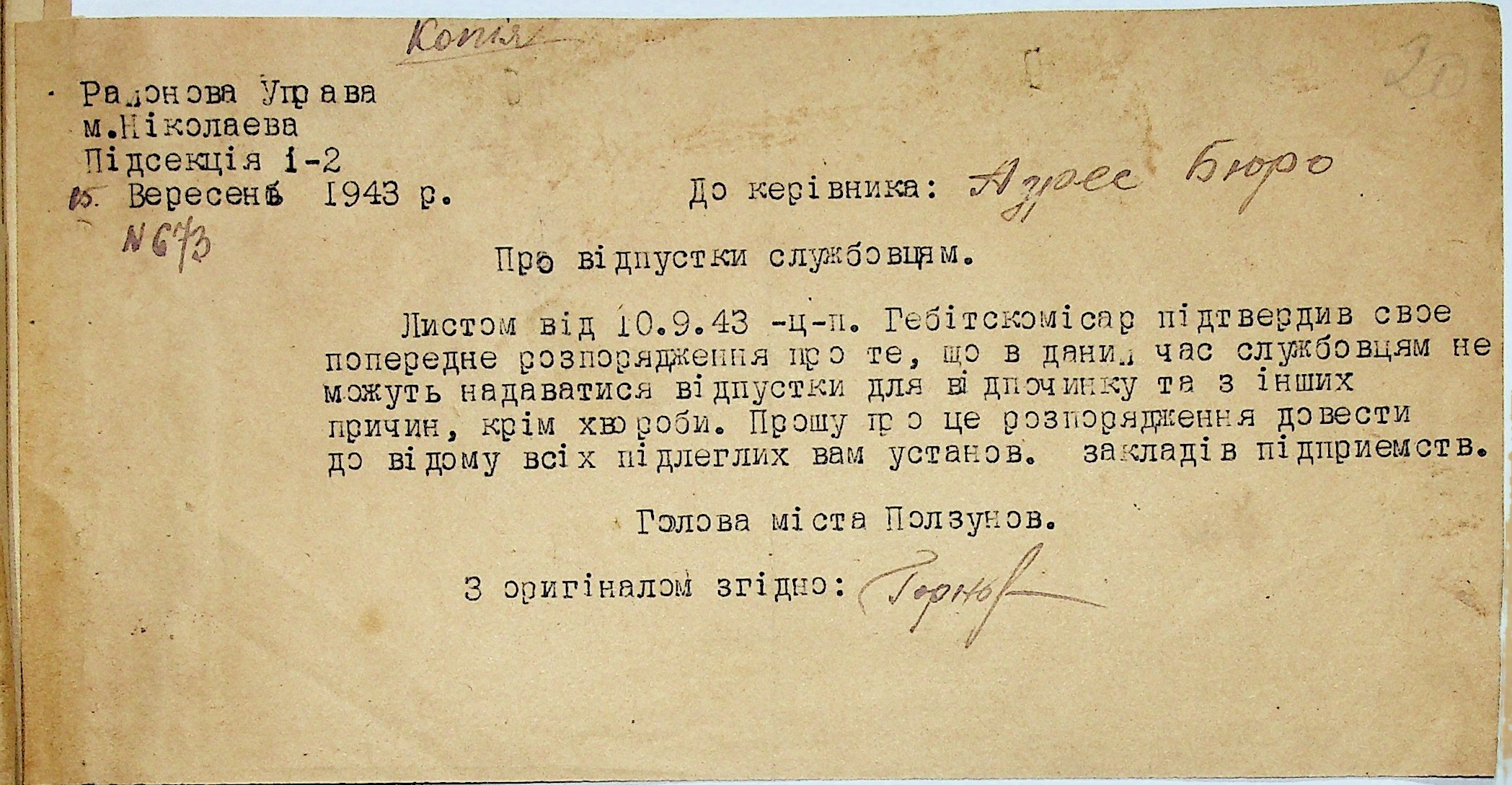
Наказ М.Ползунова про скасування відпусток службовцям, вересень 1943 р.

Діяльність міської управи також охоплювала розподіл і контроль за податками: був запроваджений новий податок на собак, збиралися кошти з населення у вигляді земельного, майнового та прибуткового податків. Частину їх (до 120 мільйонів на рік) передавали до німецького державного банку, а для місцевих потреб у 1943 році запровадили окремий внесок у розмірі 10 карбованців із кожної людини, яка отримувала хлібну картку. Поряд із цим міська управа займалася постачанням нормованих продуктів для державних магазинів, обслуговувала дитячі садки та забезпечувала папером і паливом суд і поліцію.

## Співпраця з окупаційною владою
Важливим чинником співпраці міської управи з нацистською адміністрацією стало поступове передання комунальних і промислових підприємств під контроль німецьких фірм. Від початку 1942 року в міській управі запроваджувалась практика призначення так званих «шефів» із числа прибулих із Третього рейху німців. Вони безпосередньо керували виробництвом та стежили за максимально можливим економічним визиском місцевої промисловості на користь окупантів.

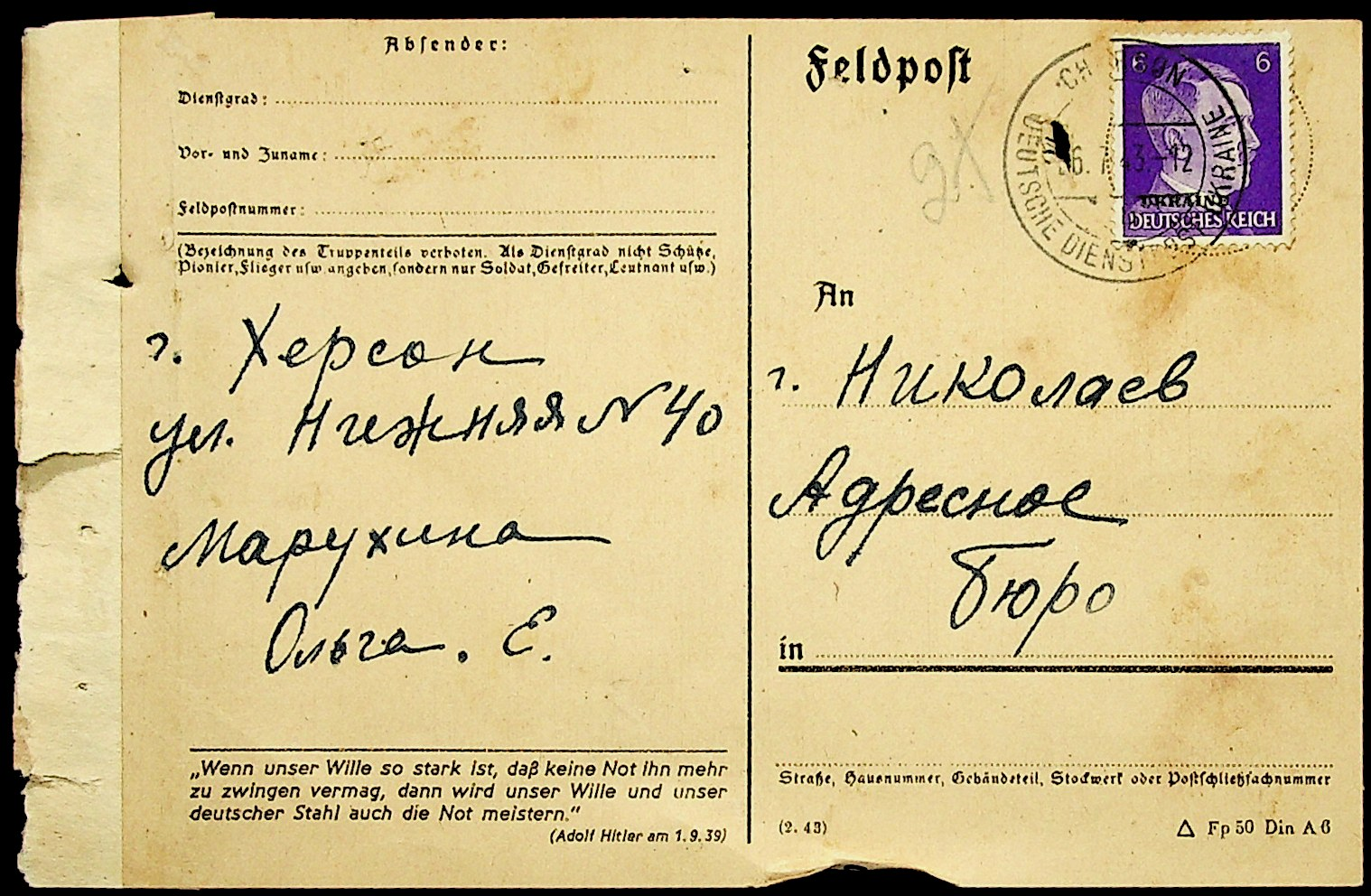
Поштова картка з запитом до Адресного бюро Миколаєва, 1943

Для контролю над населенням і формування поіменних списків на примусові роботи до Німеччини за наказом Ползунова у березні 1942 року було організовано адресне бюро міської управи. Воно проводило обов'язкову перереєстрацію жителів, що давало змогу нацистським органам безпеки оперативно виявляти «небажані елементи», а також спрощувало мобілізацію молоді. Отримані через адресне бюро дані передавали до відділу праці гебітскомісаріату та поліції; згідно свідчень тогочасних очевидців, людей часто забирали просто з дому після отримання повісток на біржу праці.
Міська управа під керівництвом бургомістра забезпечувала облік майна громадян, які евакуювалися, а також розподіл «безгосподарного» майна, яке переходило у власність німців або фольксдойчів. Аналогічна схема діяла й щодо житла та речей жертв масових розстрілів, зокрема євреїв. Комунальні структури підпорядковувалися вимогам гебітскомісаріату щодо постачання німецькій армії продовольства, предметів побуту й інших ресурсів.
Частину діяльності Ползунова становила публічна агітація на користь окупантів. У місцевій пресі систематично публікувались його звернення з подякою німецькому військовому та цивільному керівництву за «звільнення від жидобільшовиків» і заклики місцевого населення до лояльного ставлення до окупантів. За активну співпрацю бургомістр неодноразово отримував відзнаки від нацистської адміністрації: зокрема, в 1943 році йому вручили Медаль для східних народів 2-го класу в бронзі та, згодом, в сріблі від імені Адольфа Гітлера.
Водночас, у зв'язку з наближенням лінії фронту восени 1943 року Ползунов був залучений до заходів з евакуації тих міських підприємств, які безпосередньо належали до сфери відповідальності міської управи (зокрема, банно-прального комбінату й трикотажної фабрики). Решту масштабних перевезень до Німеччини чи інших окупованих регіонів координував сам гебітскомісаріат та військово-морське командування. Ползунов підтримував контакти з цими установами й виконував їхні розпорядження, забезпечуючи вивезення майна, а також продовжував контролювати збір податків і розподіл ресурсів до самого відступу німецьких військ із Миколаєва у березні 1944 року.

## Засудження та страта
Після відступу німецьких військ із Миколаєва в березні 1944 року Микола Ползунов мав на руках дозвільні документи для виїзду до Берліна, підписані гебітскомісаром, але вирішив виїхати з родиною до Болгарії за сприяння болгарського письменника Мішо Хаджийського. Перед тим, як залишити місто, він віддав наказ знищити всі документи міської управи, крім актів РАГСу, нотаріальних та судових справ.
14 березня 1944 року Ползунов із дружиною, дітьми та молодшим братом вирушив до Болгарії, де до кінця літа 1944 року працював обласним інженером сільськогосподарського училища в місті Русе. Йому й старшому сину пропонували отримати болгарське громадянство, проте обоє відмовилися. За два тижні до вступу Радянської армії в Болгарію у серпні 1944 року Ползунов звернувся до радянського посольства в Софії з проханням повернутися до СРСР. Проте, приїхавши 11 вересня 1944 року вдруге до Софії, уже не застав там радянських представників, тож повернувся у Русе й 13 вересня добровільно з'явився до радянського прикордонного полку.
22 вересня 1944 року Миколу Ползунова заарештував відділ контррозвідки «СМЕРШ» 113-ї стрілецької дивізії. Згодом, 28 жовтня 1944 року, старший слідчий 57-ї армії вирішив переправити його до Одеського військового округу для подальшого розслідування. 21 листопада його передали Управлінню НКДБ Миколаївської області. За підсумками слідства 26 травня 1945 року Воєнний трибунал військ НКВС Миколаївської області засудив Ползунова за ст. 54-1а КК УРСР до смертної кари з конфіскацією майна. Вирок був остаточний і не підлягав оскарженню.
28 травня 1945 року Ползунов подав клопотання про пом'якшення вироку на ім'я Голови Президії Верховної Ради СРСР Михайла Калініна, де визнавав пред'явлені йому звинувачення, однак наголошував, що не брав участі у каральних акціях окупаційної влади та по можливості намагався пом'якшити тиск на місцеве населення. Одним з аргументів було й те, що у нього лишалися неповнолітні діти та батьки-пенсіонери. Проте прохання про помилування відхилили. У матеріалах справи не збереглося точної дати та місця виконання вироку, однак відомо, що 6 липня 1945 року голова Воєнної колегії Верховного Суду СРСР генерал-полковник юстиції Василь Ульріх повідомив про затвердження вироку всіма інстанціями та наказав негайно його виконати.
У 1992 році Прокуратура Миколаївської області при перегляді справи встановила, що Ползунов був засуджений обґрунтовано й реабілітації не підлягає.